# Bahnhof Seelow-Gusow
Der Bahnhof Seelow-Gusow ist ein Durchgangsbahnhof in der Gemeinde Gusow-Platkow im Landkreis Märkisch-Oderland. Er ist Bahnhof für den Ort Gusow und zugleich auch für die etwa vier Kilometer entfernte Stadt Seelow.

## Lage
Der Bahnhof befindet sich am Streckenkilometer 63,5 der Ostbahn im Ortsteil Gusow der Gemeinde Gusow-Platkow etwas über einen Kilometer südlich des Gusower Ortskerns. Das Zentrum der Stadt Seelow liegt über vier Kilometer weiter südlich. Die nächste Station in Richtung Osten ist der vier Kilometer entfernte Bahnhof Werbig. Etwa fünf Kilometer westlich befindet sich der Haltepunkt Alt Rosenthal. Der Bahnhof grenzt an die Straße Am Bahnhof und an die Bundesstraße 167. Er liegt im Verkehrsverbund Berlin-Brandenburg (VBB).

## Geschichte

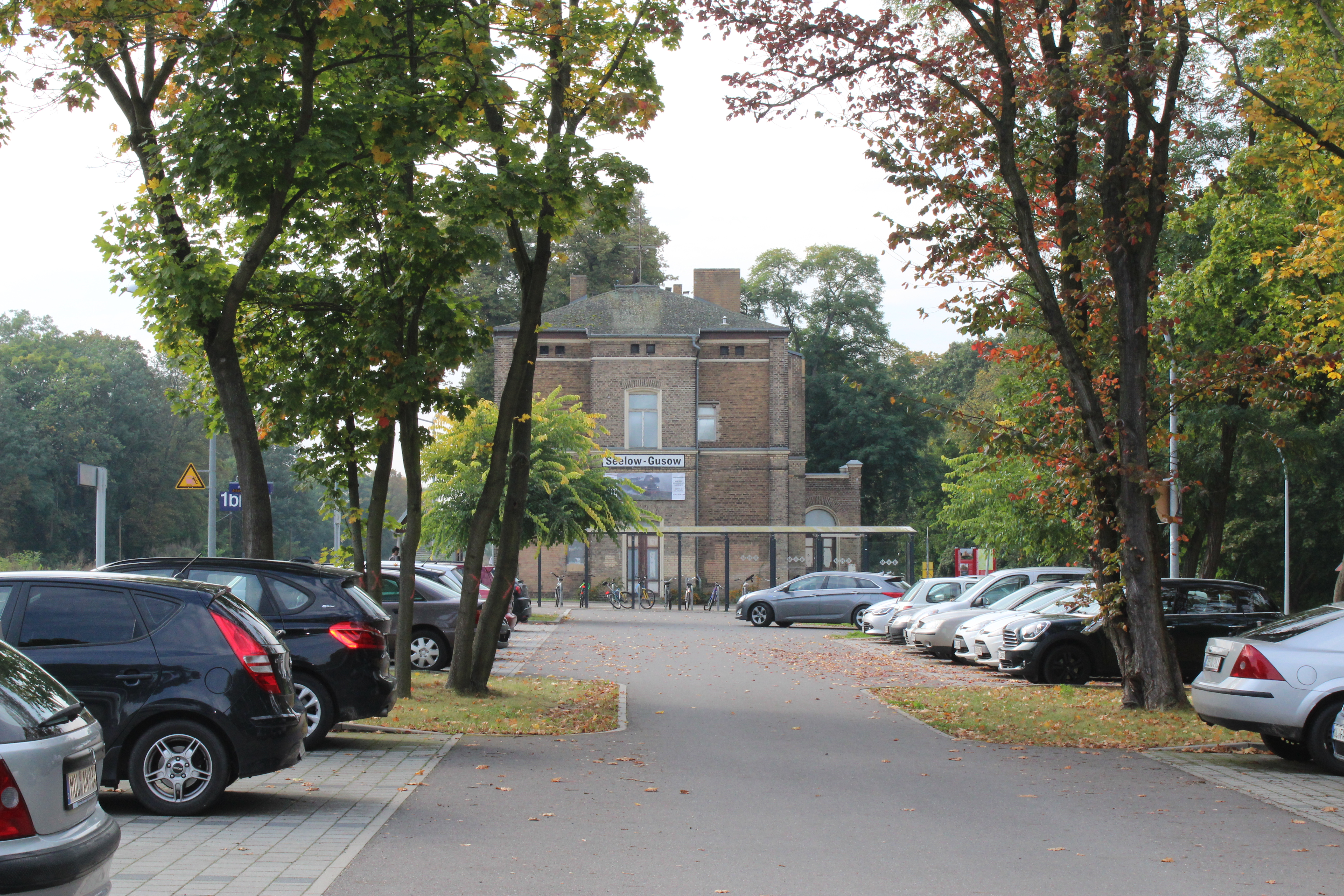
Parkplatz (2017)

Der Bahnhof ging am 1. Oktober 1866 unter dem Namen Gusow als vorläufiger Endpunkt der Strecke von Küstrin in Betrieb. Genau ein Jahr später wurde die Fortsetzung der Strecke bis Berlin eröffnet, womit die Ostbahn durchgehend fertiggestellt war. Mitte der 1990er Jahre wurde er in Seelow-Gusow umbenannt. Zwischen dem Bahnhof und dem vier Kilometer entfernten Seelow verkehren zu einigen Zügen Busse als Anschluss.
2009 wurden verschiedene technische Anlagen neu installiert. Etwa Juni 2011 folgten die Errichtung von Park- und Fahrradstellplätzen, einem Fahrgastunterstand am Bahnsteig, Blindenleitsystem und einer Bushaltestelle. Die Busse, die dort halten, verbinden den Bahnhof zu den Abfahrtszeiten der Züge mit der Seelower Innenstadt. Die gesamten Kosten betrugen 900.600 Euro. Davon wurden 650.600 Euro vom Land Brandenburg finanziert. Am 29. Oktober 2011 fand ein Einweihungsfest statt.

## Anlagen

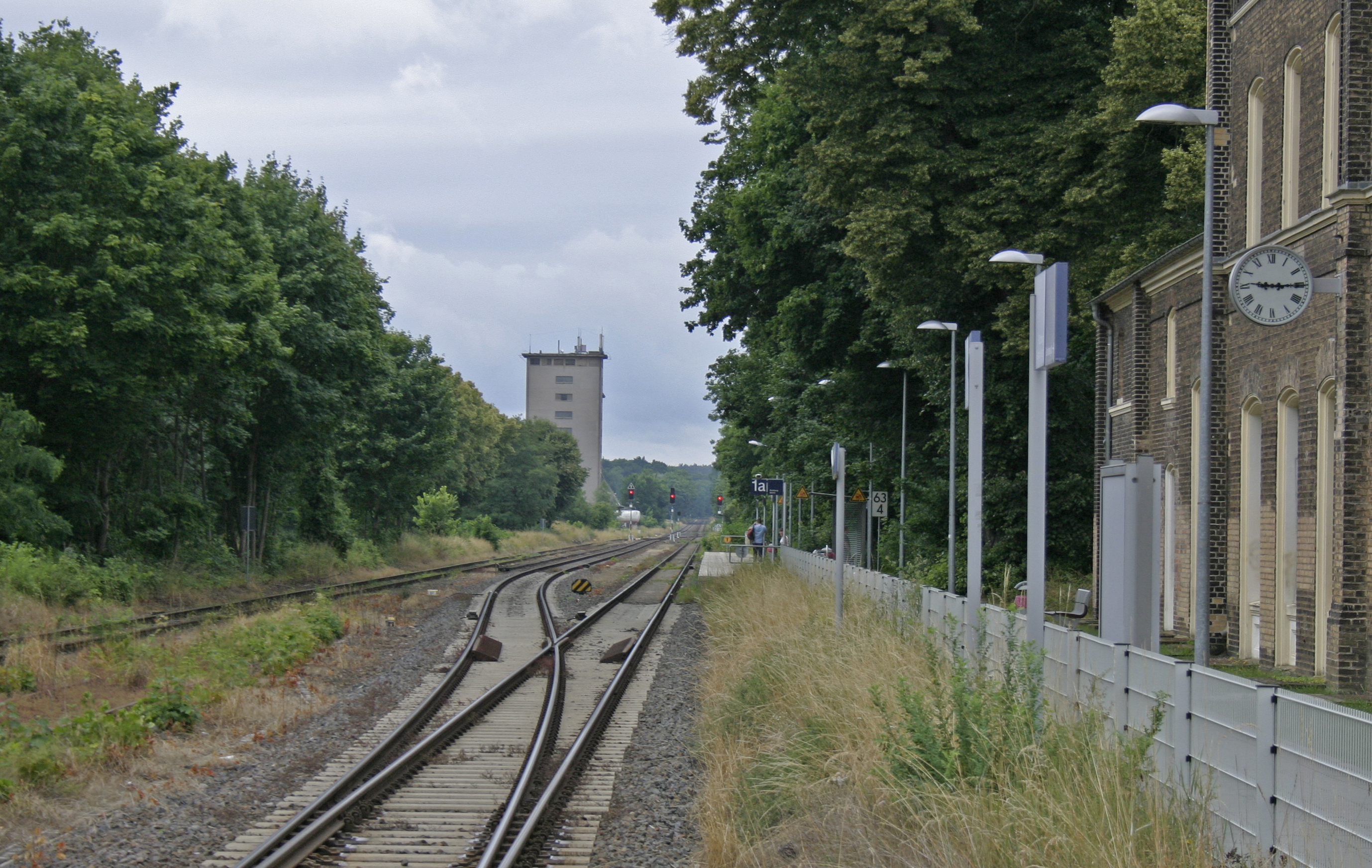
Blick von Gleis 1b nach Gleis 1a in Fahrtrichtung Berlin, 2015

### Bahnsteige und Gleise
Der Bahnhof verfügte ursprünglich über drei Hauptgleise und ein Nebengleis. Bahnsteige waren an Gleis 1 (Hausbahnsteig) und Gleis 2 (Zwischenbahnsteig), Gleis 3 diente zur Kreuzung oder Überholung von Güterzügen. An Gleis 4 war die Ladestraße angeschlossen. Nach dem Zweiten Weltkrieg wurde das zweite Streckengleis der Ostbahn als Reparationsleistung demontiert, davon war auch das Gleis 2 im Bahnhof Gusow betroffen. Westlich des Bahnhofs war ein Gleisanschluss zu einem Getreidesilo. Die westliche Ausfahrt nach Berlin erhielt später ihr zweites Streckengleis zurück.
Nach dem letzten Umbau 2008/09 sind wieder planmäßig Kreuzungen von Personenzügen möglich. Der bisherige Hausbahnsteig an Gleis 1 wurde in einen West- und einen Ostteil aufgeteilt (Gleise 1a bzw. 1b). Beide Bahnsteige sind je 100 Meter lang und haben eine Bahnsteighöhe von 55 Zentimeter. Die Gleisanlagen wurden auf insgesamt drei Gleise reduziert. Züge nach Berlin halten planmäßig am Westbahnsteig 1a, Züge nach Kostrzyn fahren durch das teilweise wieder aufgebaute Gleis 2 und halten dann an Gleis 1b. Gleis 3 dient weiterhin zur Überholung von anderen Zügen.

### Empfangsgebäude

Grundriss des Bahnhofsgebäudes 1867

Auf der Nordseite der Gleisanlagen befindet sich das ehemalige Empfangsgebäude aus der Zeit des Streckenbaus, das heute größtenteils nicht mehr genutzt wird. Der klassizistische Ziegelbau gilt als „imposantes historisches Bahnhofsgebäude“.

### Stellwerke

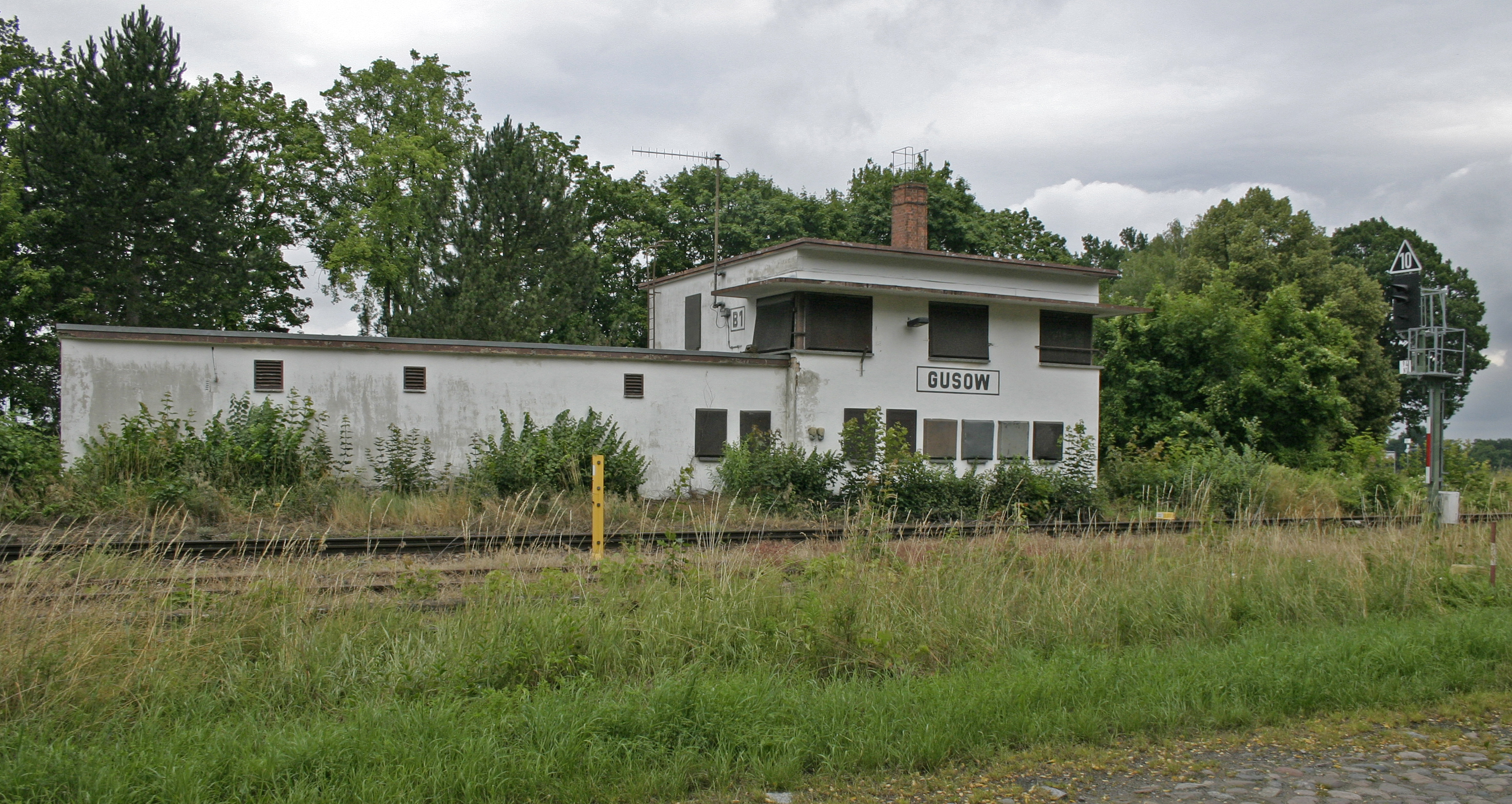
Ehemaliges Stellwerk B1, 2015

Der Bahnhof war mit bis zu drei Stellwerken ausgestattet. Am West- und Ostkopf standen zwei Wärterstellwerke (W1 und W3), der Fahrdienstleiter versah seinen Dienst in der Befehlsstelle B2 im Empfangsgebäude. Zwischen 1962 und 1967 wurde diese aufgegeben, zuständiges Befehlsstellwerk war nun das Stellwerk am Ostkopf (B2, ehemals W3). Nach 1978 gab die Reichsbahn die beiden anderen Stellwerke ebenfalls auf und ersetzte sie durch ein elektromechanisches Stellwerk der Bauart E12/78 westlich des Bahnübergangs am Ostkopf. Das Stellwerk gilt als „bauliches Zeugnis der DDR-Moderne“. 2009 wurde der Bahnhof an das ESTW in Küstrin-Kietz angeschlossen.

### Weitere Anlagen
Auf der gegenüberliegenden Seite des Empfangsgebäudes befindet sich der ehemalige Güterschuppen an einer rund 700 Meter langen Ladestraße. Zudem gab es westlich des Güterschuppens noch eine Waage. Der Schuppen wurde Oktober 2010 abgerissen.
Etwa 100 Meter weiter östlich befindet sich ein Bahnübergang, über den die Bundesstraße 167 verläuft, die nach Seelow und nach Wriezen führt. Dieser wurde bereits 1998 mit einer automatischen Halbschrankenanlage ausgerüstet und 2008/09 in das ESTW integriert.

## Verkehr
Der Bahnhof wird stündlich von der Regionalbahnlinie RB 26 bedient, die einen direkten Anschluss nach Berlin und Kostrzyn nad Odrą herstellt. Betrieben wird die Linie seit Dezember 2006 von der Niederbarnimer Eisenbahn.
| Linie                    | Linienverlauf | Takt (min) | EVU                      |
| ------------------------ | --- | ---------- | ------------------------ |
| RB 26                    | (Berlin Ostkreuz –) Berlin-Lichtenberg – Berlin-Mahlsdorf – Strausberg – Müncheberg (Mark) – Seelow-Gusow – Werbig – Küstrin-Kietz – Kostrzyn (– Gorzów Wielkopolski) | 60         | Niederbarnimer Eisenbahn |
| Stand: 10. Dezember 2023 | |            |                          |